# Kauko Nyström
Kauko Nyström   (Somero, 3 de març de 1933 - 1 de febrer de 2009) fou un atleta finlandès, especialista en el salt amb perxa, que va competir durant les dècades de 1950 i 1960.
En el seu palmarès destaca una medalla de bronze en la prova del salt amb perxa del Campionat d'Europa d'atletisme de 1962, rere Pentti Nikula i Rudolf Tomášek. així com el campionat finlandès a l'aire lliure de 1963.
Va morir començaments de febrer de 2009 a conseqüència de les ferides patides en un accident de cotxe a mitjans de gener.

## Millors marques
- Salt amb perxa. 4.83 metres (1963)[4]